# Black Fury
Black Fury è un film statunitense del 1935 diretto da Michael Curtiz.